# Українсько-ганські відносини
Українсько-ганські відносини — відносини між Україною та Республікою Гана.
Гана визнала незалежність України 22 квітня 1992 року. Країни встановили дипломатичні відносини 17 червня 1992 року.
В Акрі з грудня 2023 року діє Посольство України в Гані. В Києві діє почесне консульство Гани в Україні.

## Історія
До грудня 2023 року Республіка Гана належала до зони відповідальності Посольства України в Тунісі та Посольства України у Нігерії (консульські питання).
3 вересня 2002 року відбулася зустріч Президента України з Віцепрезидентом Гани у рамках Світового саміту зі сталого розвитку в Йоганесбурзі, Південна Африка.
10 серпня 2022 відбулася розмова телефоном президентів України і Республіки Гана.
23 серпня 2022 року Республіка Гана взяла участь у Саміті Кримської Платформи.
5-6 жовтня 2022 року відбувся офіційний візит Міністра закордонних справ України до Республіки Гана у рамках першого в історії турне глави МЗС України країнами Африки.

## Торгівля
2021 року обсяг торгівлі товарами та послугами між країнами становив 300,058 млн дол. США. Експорт товарів склав 171,6 млн дол. США, імпорт – 128,4 млн дол. США. Позитивне для України сальдо – 43,19 млн дол. США.
Основні статті українського експорту: чорні метали (75,3%), жири та олії тваринного походження (7,7%), зернові культури (5,9%).
Основні статті імпорту з Гани: руди, шлаки і зола (79,9%), какао та продукти із нього (25,9%).